# Villa Albergoni
Pour les articles homonymes, voir Arrigoni.
La villa Albergoni (également connue sous les noms de palazzo ou villa Vimercati, villa Griffoni ou villa Sant'Angelo) est une villa (ou maison de campagne) située à Moscazzano, en Lombardie, dans le nord de l'Italie. La construction remonte au XVIe siècle.
Elle est notamment utilisée dans le film Call Me by Your Name, de Luca Guadagnino en 2017.

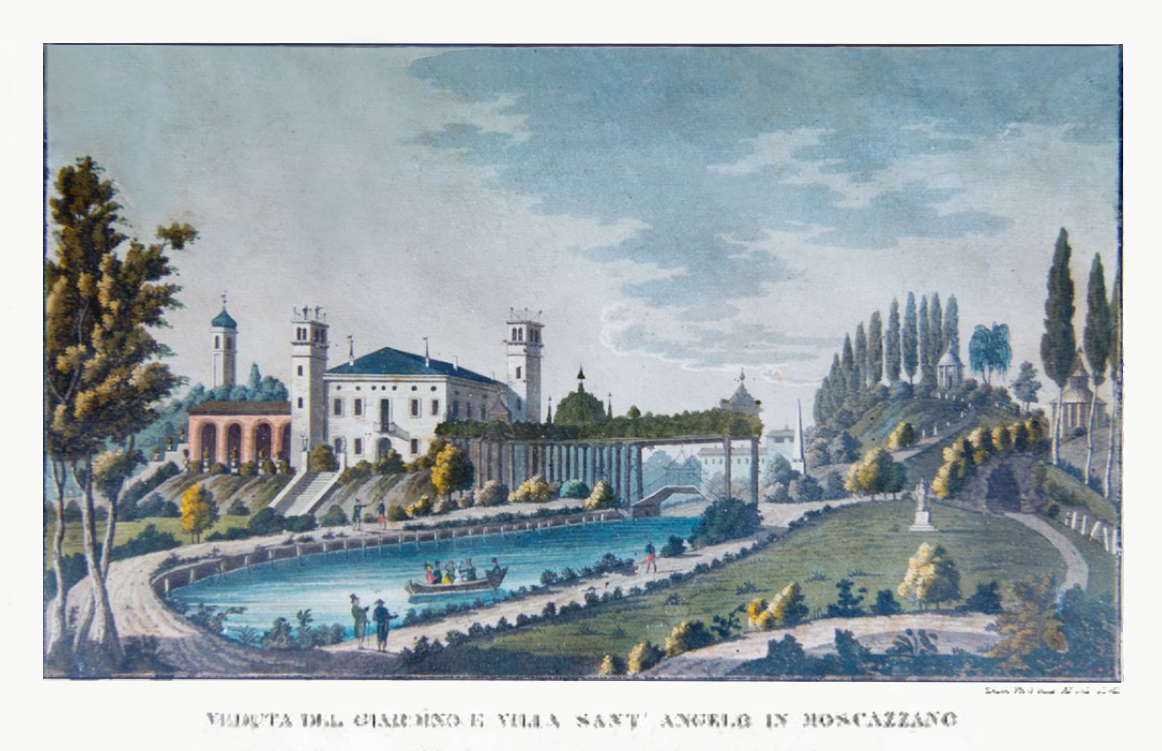
Vue sur le jardin et la villa Sant'Angelo à Moscazzano, gravure de Finoli Bassano, vers 1820-1825.